# Колумбарий
Колумбарий, също колумбариум на латински: Columbarium, букв. гълъбарник; от columba - гълъб) се нарича тип древноримски гробни камери с разположени една върху друга ниши, предназначени за урните след погребението чрез кремация. Това име е дадено поради визуалната прилика на тези камери с гълъбарник.
До днес са намерени над 100 колумбариума от 1 век както в самия Рим, така и край него.
Те са строени от богати хора за техните многобройни роби и либертини. Строени са ниско над земята и под земята. Керамичните урни (Ollae) са поставяни в ниши, високи около половин метър. Над нишите слагали мраморна плочка с името на погребания.
За свободните римляни, които нямат пари да си купят свой гроб, предприемачите строяли колумбариуми, в които те можели да си купят място.